# Велика Боровиця

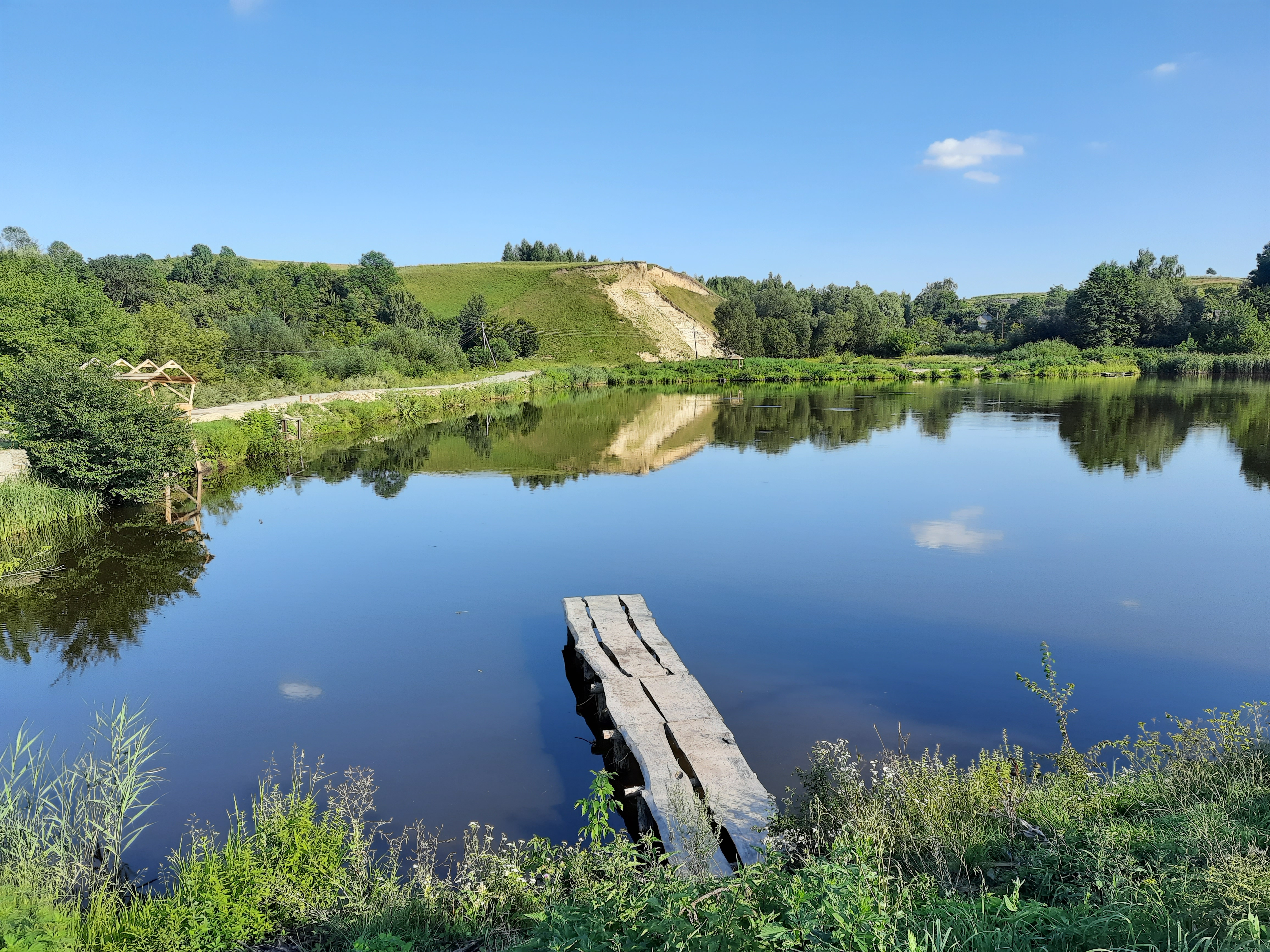
Став біля села

Вели́ка Боро́виця — село в Україні, у Білогірській селищній громаді Шепетівського району Хмельницької області. До 2020 орган місцевого самоврядування — Великоборовицька сільська рада, якій, окрім Великої Боровиці, було підпорядковане село Іванівка.

## Історія
У 1906 році село Перерославської волості Острозького повіту Волинської губернії. Відстань від повітового міста 30 верст, від волості 10. Дворів 131, мешканців 1000.
7 (20) листопада 1917 року, відповідно до Третього Універсалу Української Центральної Ради, увійшло до складу Української Народної Республіки.
12 червня 2020 року, відповідно до розпорядження Кабінету Міністрів України № 727-р «Про визначення адміністративних центрів та затвердження територій територіальних громад Хмельницької області», увійшло до складу Білогірської селищної громади.
19 липня 2020 року, в результаті адміністративно-територіальної реформи та ліквідації Білогірського району, село увійшло до складу новоутвореного Шепетівського району.

## Населення
Населення села за переписом 2001 року становило 501 особу, в 2011 році — 415 осіб.

## Уродженці села
- Наголюк Марія Леонтіївна (06.01.1946) — артистка Чернівецького обласного театру ляльок. Член Спілки театральних діячів України. Заслужена артистка України (2009).[5]

- Омельчук Олександр Олександрович (1980—2017) — солдат Збройних сил України, учасник російсько-української війни.